# Amharski jezik
Amharski jezik (abesinski, etiopski; abyssinian, amarigna, amarinya, ethiopian; ISO 639-3: amh), južnosemitski jezik uže etiopske skupine, podskupine Amhara-Argobba, kojim govori preko 17 000 000 ljudi poglavito u Etiopiji, zatim u Džibutiju, Egiptu, Švedskoj, SAD-u, i značajna skupina u Izraelu, gdje ga govore iseljeni pripadnici naroda Falaša
Nacionalni je jezik pripadnika etničke grupe Amhara ili Etiopljana, u starija vremena nazivanih i Abesincima. 
Govornici ponekad koriste i engleski [eng], standardni arapski [arb], oromo [hae], ili tigrinya [tir]. Njime govori i 4 000 000 ljudi kao drugim jezikom. Upotrebljava se i u obrazovanju, vlasti, javnim medijima i raznoj literaturi. Pismo: etiopsko.

## Glasovi
37: p p' b "t "t' "d k k' kW' g tS tS' dZ f "s "sW "z S Z m "n nj "l r[ h hW i "e i_ "@ a u "o w j gW kW

## Vanjske poveznice
- Ethnologue (14th)